# Phytomyza multifidae
Phytomyza multifidae är en tvåvingeart som beskrevs av Sehgal 1971. Phytomyza multifidae ingår i släktet Phytomyza och familjen minerarflugor.
Artens utbredningsområde är Alberta. Inga underarter finns listade i Catalogue of Life.